# مواهب الروح القدس السبع

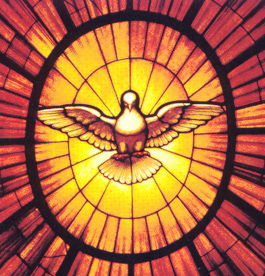
تصوير رمزي للروح القدس على شكل حمامة من الزجاج الملون، حوالي عام 1660.

مواهب الروح القدس السبع هي تعداد للمواهب الروحية السبع التي تم العثور عليها لأول مرة في سفر أشعيا، وتم التعليق عليها كثيرًا في مؤلفات آباء الكنيسة. وهي: الحكمة، الفهم، المشورة، الشجاعة، العلم، التقوى، ومخافة الرب.

## سفر أشعيا

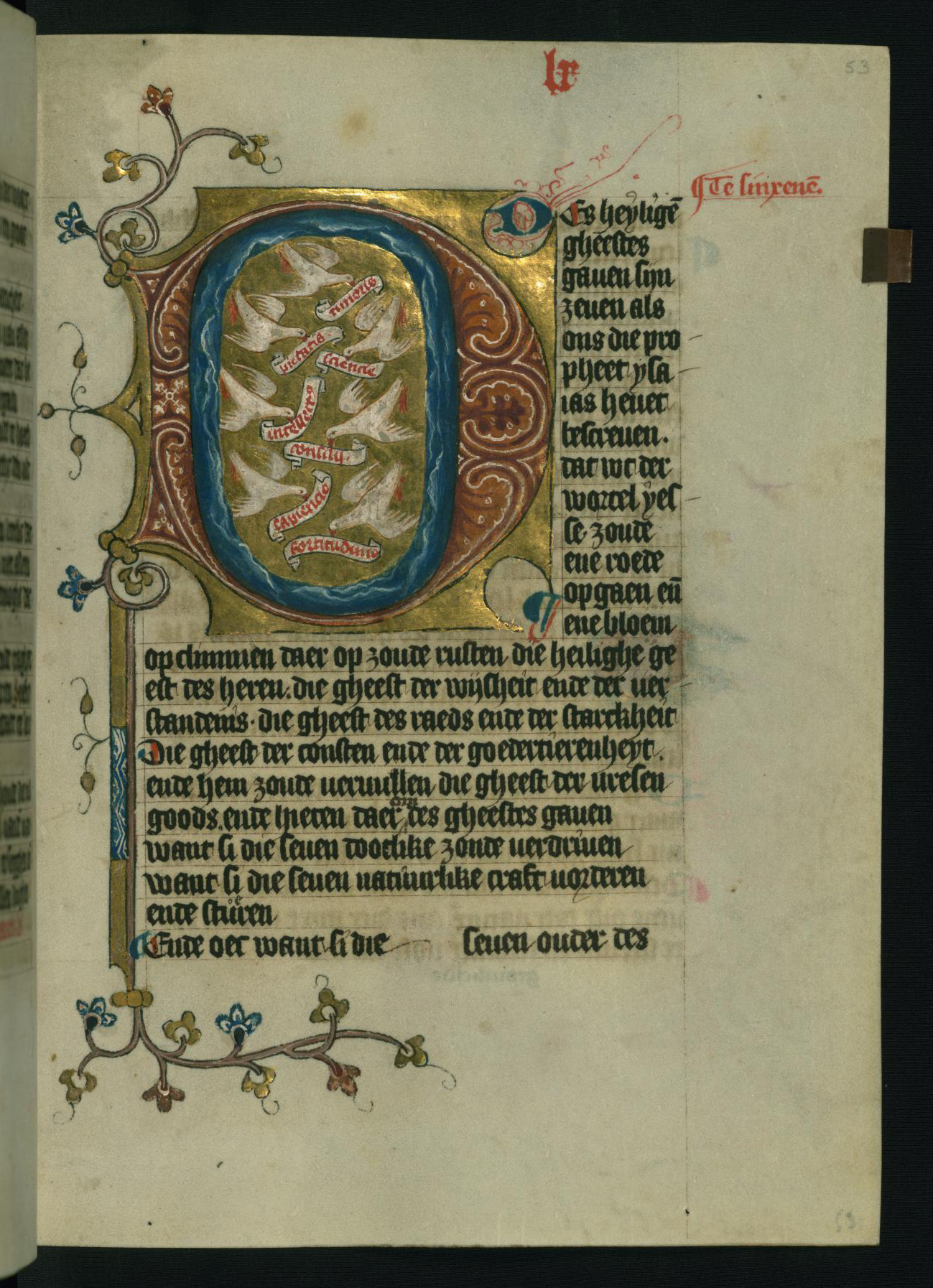
مواهب الروح القدس السبع. نسخة من مخطوطة والترز W.171 (القرن 15)

توجد المواهب السبع في سفر أشعيا ، وهو فصل يشير إلى خصائص شخصية مسيحانية مدعومة بـ "روح الرب". 
تختلف نسختا الكتاب المقدس اليونانية والعبرية قليلًا في كيفية تعداد المواهب. في النسخة العبرية (النص الماسوري)، يُوصف "روح الرب" بستة خصائص: الحكمة، الفهم، المشورة، القوة، العلم، و"مخافة الرب". وقد وردت الصفة الأخيرة (مخافة الرب) مرتين.  في أقدم ترجمة يونانية (الترجمة السبعينية)، يُترجم أول ذكر لمخافة الرب على أنه "روح [...] التقوى" (πνεῦμα [...] εὐσεβείας ).  أما الترجمات العربية، فتختلف بحسب اعتمادها على أي من مخطوطات والترجمات الأصلية.
| الآية | العبرية الماسورتية                                                          | العربية اليسوعية                                                               | العربية اليسوعية الحديثة                                                           | اليونانية السبعينية | اللاتينية العامية |
| ----- | --------------------------------------------------------------------------- | ------------------------------------------------------------------------------ | ---------------------------------------------------------------------------------- | --- | --- |
| 11.1  | א וְיָצָא חֹטֶר, מִגֵּזַע יִשָׁי; וְנֵצֶר, מִשָּׁרָשָׁיו יִפְרֶה.                                    | وَيَخْرُجُ قَضِيبٌ مِنْ جِذْرِ يَسَّى وَيَنْمِي فَرْعٌ مِنْ أُصُولِهِ                                       | ويَخرُجُ غُصنٌ مِن جِذعِ يَسَّى، ويَنْمي فَرعٌ مِن أُصولِه،                                          | και εξελευσεται ραβδος εκ της ριζης ιεσσαι και ανθος εκ της ριζης αναβησεται                                               | et egredietur virga de radice Iesse et flos de radice eius ascendet                                                                         |
| 11.2  | ב וְנָחָה עָלָיו, רוּחַ יְהוָה--רוּחַ חָכְמָה וּבִינָה, רוּחַ עֵצָה וּגְבוּרָה, רוּחַ דַּעַת, וְיִרְאַת יְהוָה. | وَيَسْتَقِرُّ عَلَيْهِ رُوحُ الرَّبِّ رُوحُ الْحِكْمَةِ وَالْفَهْمِ رُوحُ الْمَشُورَةِ وَالْقُوَّةِ رُوحُ الْعِلْمِ وَتَقْوَى الرَّبِّ | ويَحِلُّ علَيه روحُ الرَّبّ، روحُ الحِكمَةِ والفَهْم، روحُ المَشورَةِ والقُوَّة، رُوحُ الْمَعْرِفَةِ وتَقْوَى الرَّبِّ، | και αναπαυσεται επ' αυτον πνευμα του θεου πνευμα σοφιας και συνεσεως πνευμα βουλης και ισχυος πνευμα γνωσεως και ευσεβειας | et requiescet super eum spiritus Domini spiritus sapientiae et intellectus spiritus consilii et fortitudinis spiritus scientiae et pietatis |
| 11.3  | ג וַהֲרִיחוֹ, בְּיִרְאַת יְהוָה;                                                       | وَيَتَنَعَّمُ بِمَخَافَةِ الرَّبِّ                                                             | وَيُوحِي لَهُ تَقْوَى الرَّبِّ،                                                                | εμπλησει αυτον πνευμα φοβου θεου                                                                                           | et replebit eum spiritus timoris Domini |

وقد تمت ترجمة أسماء المواهب السبع المذكورة في الترجمة اليونانية إلى اللاتينية، والتي ارتكزت عليها معظم كتابات الآباء، على النحو التالي:
1. sapientia (الحكمة)
2. intellectus (الفهم)
3. consilium (المشورة)
4. fortitudo (القوة)
5. cognitiō [أو scientia كما في النص أعلاه] (العلم)
6. pietas (التقوى)
7. timor Domini (مخافة الرب).

## في المسيحية
تُعد مواهب الروح القدس السبع واحدة من عدة قائمات للفضائل، الرذائل، والبركات في الأدب التعبدي المسيحي والتي تتبع تخطيطًا من عدد سبعة.  وتشمل الأخرى الرذائل السبع المميتة، الفضائل السبع، الكلمات السبع الأخيرة على الصليب، والطلبات السبع في صلاة الربية، والتطويبات. 
غالبًا ما كانت المواهب السبع تُصوَّر على شكل حمام في النصوص التي تعود إلى العصور الوسطى، وتظهر بشكل خاص في تصوير شجرة يسى التي تُظهر سلسلة نسب يسوع. بالنسبة للقديس توما الأكويني، فإن الحمامة ترمز بخصائصها إلى كل موهبة من مواهب الروح القدس.

### في الكثلكة
على الرغم من أن العهد الجديد لا يشير إلى أشعيا 11: 1-2 فيما يتعلق بهذه المواهب،   فوفقًا للتعليم المسيحي للكنيسة الكاثوليكية، فإن هذه المواهب "تُتَمِّمُ فَضَائِلَ مَنْ يَتَقَبَّلُوهَا وَتَقُودُهَا إِلَى ٱلْكَمَالِ، وَتَجْعَلُ ٱلْمُؤْمِنِينَ يَخْضَعُونَ بِطَوَاعِيَةٍ وَسُرْعَةٍ لِلْإِلْهَامَاتِ ٱلْإِلَهِيَّةِ". يتلقا المبتدئون مواهب الروح القدس في المعمودية، ويتم تقويتهم في التثبيت، حتى يتمكن المرء من إعلان حقائق الإيمان. "فَبِسِرِّ ٱلتَّثْبِيتِ يَتَوَثَّقُ ٱرْتِبَاطُ ٱلْمُعَمَّدِينَ بِٱلْكَنِيسَةِ عَلَى وَجْهٍ أَكْمَلَ وَيُؤْتِيهِمُ ٱلرُّوحُ ٱلْقُدُسُ قُوَّةً خَاصَّةً تُلْزِمُهُمُ ٱلْتِزَامًا أَشَدَّ بِنَشْرِ ٱلْإِيمَانِ وَٱلذَّوْدِ عَنْهُ بِٱلْقَوْلِ وَٱلْعَمَلِ فِعْلَ شُهُودٍ لِلْمَسِيحِ حَقِيقِيِّينَ"

### في الجماعات الأنجليكانية
تردد الكنيسة الأنجليكانية هذا التعليم الكاثوليكي، حيث تعلم أن "منح مواهب الروح يرتبط بالمعمودية، وكذلك التثبيت والرسامة". التثبيت يكمل المعمودية. ومن خلال الصلاة ووضع الأيدي، يطلب الأسقف من الله أن يرسل لهم روحه القدس ليمنحهم القوة للعيش كتلاميذ للمسيح.

## المواهب السبع

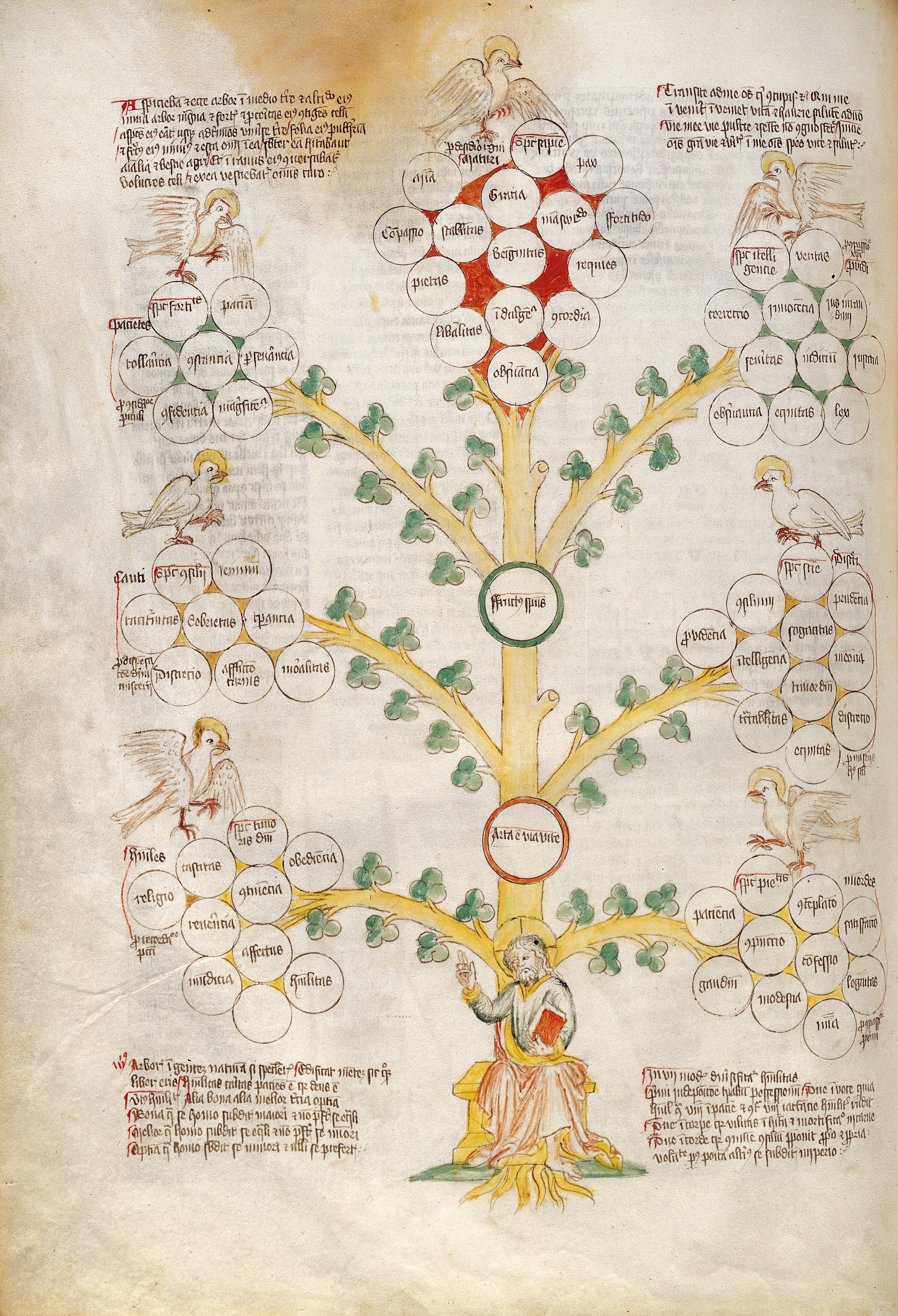
رسم توضيحي لشجرة مواهب الروح القدس السبع (مجموعة ويلكوم)

### الحكمة
تعتبر الحكمة هي أولى وأعظم المواهب. فهي تؤثر على العقل والإرادة.  وفقًا للقديس برناردوس، فإنها تنير العقل وتغرس الانجذاب إلى ما هو إلهي. وقد أوضح الأب أدولف تانكري (1854-1932) الفرق بين موهبة الحكمة وموهبة الفهم بالقول أن: "الأخيرة هي بصيرة يتخذها العقل، بينما الأولى هي تجربة يمر بها القلب؛ الأولى هي النور، والثانية هي المحبة، وبالتالي فهما تتحدان وتكملان بعضهما البعض". إن القلب الحكيم والمحب هو كمال فضيلة المحبة اللاهوتية.

### الفهم
إن الفهم يساعد الإنسان على ربط كل الحقائق بغرضها الفائق للطبيعة؛ كما أنه يسلط النور بشكل أكبر على فهم الإنسان للكتاب المقدس؛ ويساعدنا على فهم أهمية الطقوس الليتورجيّة. تعمل هذه الموهبة على تعزيز بصيرة الإنسان من خلال الصلاة، التأمل بالكتاب المقدس، والأسرار المقدسة. كل هذا يجعل الإنسان يقدّر عناية الله تقديرًا عميقًا.

### المشورة
تعمل المشورة كنوع من الحدس الفائق للطبيعة، لتمكين الشخص من التمييز واصدار الحكم بسرعة وبشكل صحيح، وخاصة في المواقف الصعبة. فهي تكمّل فضيلة الفطنة الرئيسيّة. في حين تعمل فضيلة الفطنة وفقًا للعقل المستنير بالإيمان، تعمل موهبة المشورة تحت إرشاد الروح القدس لإضاءة على إرادة الله.

### القوة (أو الشجاعة)
غالبًا ما يتم ربط القوة بالشجاعة، لكن القديس توما الأكويني يأخذ معناها ليشمل أيضًا القدرة على التحمل. يصفها الأب يوسف يوحنا ركابي اليسوعي الإنجليزي بأنها الاستعداد للدفاع عن ما هو صحيح في نظر الله، حتى لو كان ذلك يعني قبول وتحمّل الرفض، الإساءة اللفظية، أو الأذى الجسدي. إن موهبة القوة تمنح البشر ثبات العقل المطلوب في فعل الخير وفي تحمل الشر. إنها كمال الفضيلة الرئيسية التي تحمل نفس الاسم (وهي القوة/الشجاعة).

### العلم
إن موهبة المعرفة تسمح للإنسان، بقدر ما هو ممكنٌ إنسانيًا، برؤية الأشياء من منظور الله. "إنه يسمح لنا بإدراك عظمة الله وحبه لمخلوقاته" من خلال الخلق.

### التقوى (أو البر)
التقوى تتفق مع الإجلال. الإنسان الذي يحترم نفسه يعترف باعتماده الكامل على الله ويأتي إلى الله بالتواضع، الثقة، والمحبة. يقول توما الأكويني أن التقوى تكمل فضيلة العبادة (أو فضيلة التدين)، التي هي جانب من فضيلة العدل، لأنها تمنح الله ما هو مستحق لله. في سلسلة من المحادثات حول مواهب الروح القدس، قال البابا فرنسيس أن التقوى هي اعتراف "بانتمائنا إلى الله، وارتباطنا العميق به، علاقة تُضفي معنىً على حياتنا كلها، وتُبقينا صامدين، في شركة معه، حتى في أصعب اللحظات وأكثرها اضطرابًا". ويُضيف البابا فرنسيس: "التقوى ليست مجرد تدين خارجي؛ إنها تلك الروح المتدينة الأصيلة التي تجعلنا نلجأ إلى الآب كأبنائه، وننمو في محبتنا للآخرين، معتبرين إياهم إخوةً لنا". 

### مخافة الرب (الخشية)
إن مخافة الرب تتماثل بالدهشة (أو الرهبة). بفضل موهبة مخافة الرب، يصبح الإنسان على دراية بمجد الله وعظمته. في لقاء عام في حزيران (يونيو) 2014، قال البابا فرنسيس ان مخافة الرب "ليس خوفًا خاضعًا، بل هو وعي فرحان بعظمة الله، وإدراك ممتن بأن قلوبنا لا تجد السلام الحقيقي إلا فيه". إن الإنسان الذي يشعر بالدهشة والرهبة يعرف أن الله هو كمال كل رغبات الإنسان. يصف القديس توما الأكويني هذه الموهبة بأنها المخافة من الانفصال عن الله. ويصف هذه الموهبة بأنها "مخافة أبوية" (مخافة بنويّة)، مثل مخافة الطفل من إهانة والده، وليست "مخافةً خاضعةً" (مخافة استعباديّة)، أي مخافة من العقاب. مخافة الرب هي بداية الحكمة. إنها كمال فضيلة الرجاء اللاهوتية.

### توما الأكويني: العلاقة بالفضائل
في كتاب الخلاصة اللاهوتية، الجزء 1من القسم 2، المبحث 68، الفصل 1، يقول القديس توما الأكويني أن أربعًا من هذه المواهب (الحكمة، الفهم، المشورة، والعلم) توجّه العقل، بينما توجه المواهب الثلاث الأخرى (القوة، التقوى، ومخافة الرب) الإرادة (أو القوة الشوقيّة) نحو الله.
في بعض النواحي، تتشابه المواهب مع الفضائل، ولكن التمييز الرئيسي بينهما هو أن الفضائل تعمل تحت تأثير العقل البشري (بدافع النعمة)، في حين تعمل المواهب تحت تأثير الروح القدس؛ يمكن استخدام الأولى عندما يرغب المرء، ولكن الثانية، وفقًا للأكويني، تعمل فقط عندما يرغب الروح القدس. في حالة "القوة"، تحمل الموهبة، في اللاتينية والإنجليزية (Fortitude)، نفس اسم الفضيلة التي ترتبط بها، ولكن يجب التمييز بينها؛ بينما في الترجمات العربية القديمة، ومنها ترجمة المطران بولس عوّاد الماروني للخلاصة اللاهوتيّة (الصفحة 285 من المجلد 4، سنة 1898)، ورد ذكر موهبة القوة بتعريبها من اللاتينية إلى "الشجاعة"، وهو نفس الاسم التي تحمله فضيلة الشجاعة/القوة الناسوتية.
في الخلاصة اللاهوتية (Summa Theologiae) الجزء 2 من القسم 2، يؤكد القديس توما الأكويني على التطابق التالي بين الفضائل السماوية السبع (المكونة من الفضائل الإلهية أو اللاهوتية الثلاث [الإيمان، الرجاء، والمحبة]، ومن الفضائل اللإنسانية أو الناسوتية الأربعة [الفطنة، العدل، القوة، والقناعة]) ومواهب الروح القدس السبع:
- إن موهبة الحكمة تتوافق مع فضيلة المحبة اللاهوتية.
- إن مواهب الفهم والعلم تتوافقان مع فضيلة الإيمان اللاهوتية.
- إن موهبة المشورة (كالحكم الصحيح) تتوافق مع فضيلة الفطنة الناسوتية.
- إن موهبة القوة تتوافق مع فضيلة القوة/الشجاعة الناسوتية.
- إن موهبة مخافة الرب تتوافق مع فضيلة الرجاء اللاهوتية.
- إن موهبة التقوى تتوافق مع فضيلة العدل الناسوتية.

لا توجد موهبة مرتبطة بشكل مباشر بفضيلة القناعة؛ ولكن يمكن ربطها بموهبة المخافة كذلك، لأن المخافة تدفع شخصًا ما إلى تقييد نفسه من الملذات المحرمة.
يقارن الأب براين شانلي الدومينيكاني (مواليد 1958) بين المواهب والفضائل بهذه الطريقة: "إن ما تقوم به المواهب، زيادةً على ما تقوم به الفضائل اللاهوتية (التي تفترض وجودها سابقًا)، هو إعداد العامل للتحفيزات الروح القدس الخاصة في ممارسة نشطة لحياة الفضائل؛ فالمواهب ضرورية لعمليات الفضائل الكمالية، وخاصة في مواجهة ضعفنا البشري وفي المواقف الصعبة".

### أوغوسطينوس: العلاقة بالتطويبات
لقد ربط القديس أوغوسطينوس بين مواهب الروح القدس والتطويبات (متى 5: 3-12).
- "طُوبَى لِفُقَرَاءِ ٱلرُّوحِ، فَإِنَّ لَهُمْ مَلَكُوتَ ٱلسَّمَوَاتِ"، تعكس مخافة الرب، حيث أن "الفقراء بالروح" هم المتواضعون وخائفو الله.
- "طُوبَى لِلْمَحْزُونِينَ، فَإِنَّهُمْ يُعَزَّوْنَ"، تتوافق مع موهبة العلم، فبالنسبة لأوغوسطينوس، إن علم الله يتسبب بزيادة الوعي بالخطيئة الشخصية، وإلى حد ما الحزن على التخلي عن الممارسات والأعمال التي تفصل الإنسان عن الله.
- "طُوبَى لِلْوُدَعَاءِ، فَإِنَّهُمْ يَرِثُونَ ٱلْأَرْضَ"، تتعلق بالتقوى.
- "طُوبَى لِلْجِيَاعِ وَٱلْعِطَاشِ إِلَى ٱلْبِرِّ، فَإِنَّهُمْ يُشْبَعُونَ"، تتعلق بالقوة.
- "طُوبَى لِلرُّحَمَاءِ، فَإِنَّهُمْ يُرْحَمُونَ"، تدل على موهبة المشورة.
- "طُوبَى لِأَطْهَارِ ٱلْقُلُوبِ، فَإِنَّهُمْ يُعايِنُونَ ٱللهَ"، موهبة الفهم.
- "طُوبَى لِلسَّاعِينَ إِلَى ٱلسَّلَامِ، فَإِنَّهُمْ أَبْنَاءَ ٱللهِ يُدْعَوْنَ"، الحكمة.
- طُوبَى لِلْمُضْطَهَدِينَ مِنْ أَجْلِ ٱلْبِرِّ، فَإِنَّ لَهُمْ مَلَكُوتَ ٱلسَّمَوَاتِ.